# Vivarium

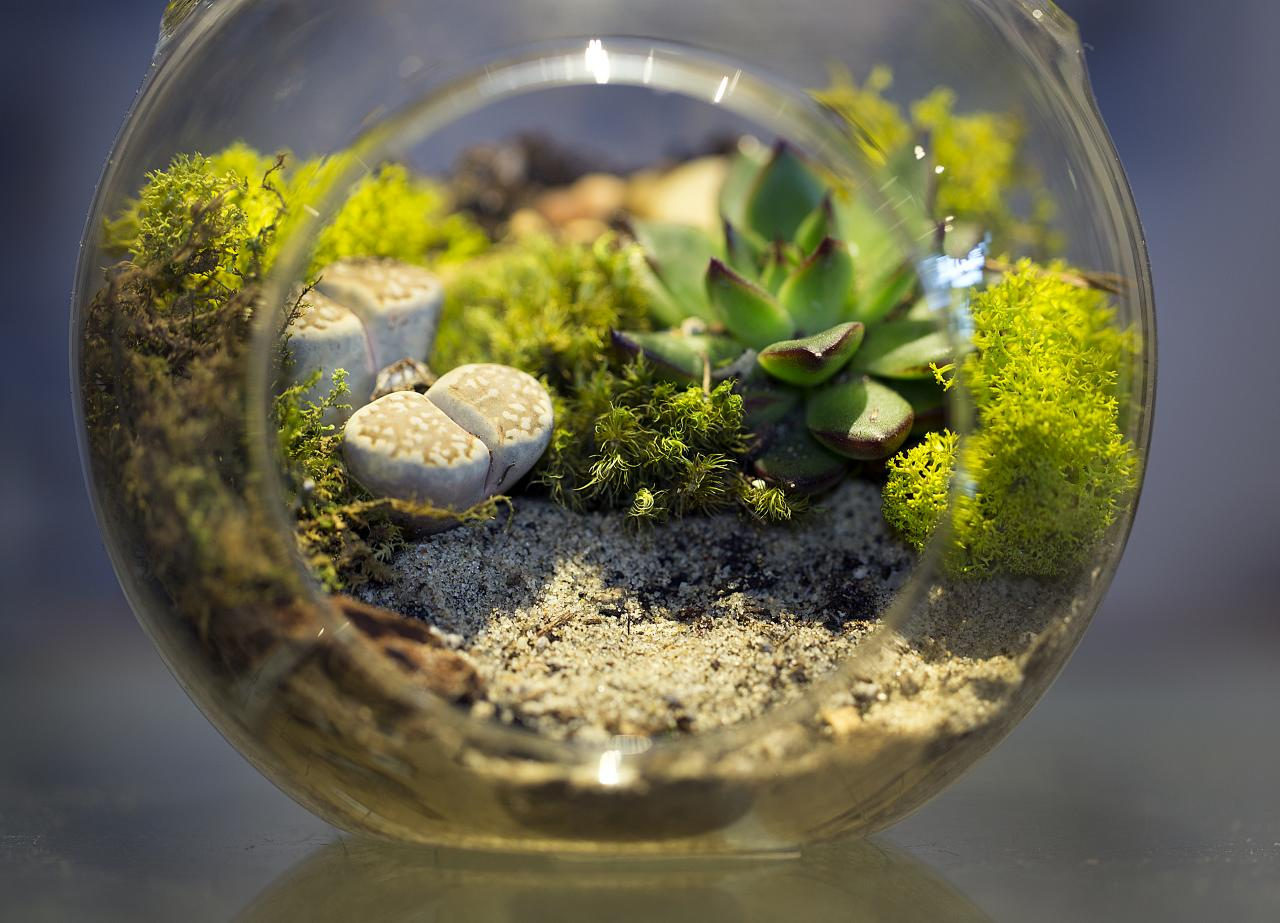
Un terrario doméstico en miniatura.

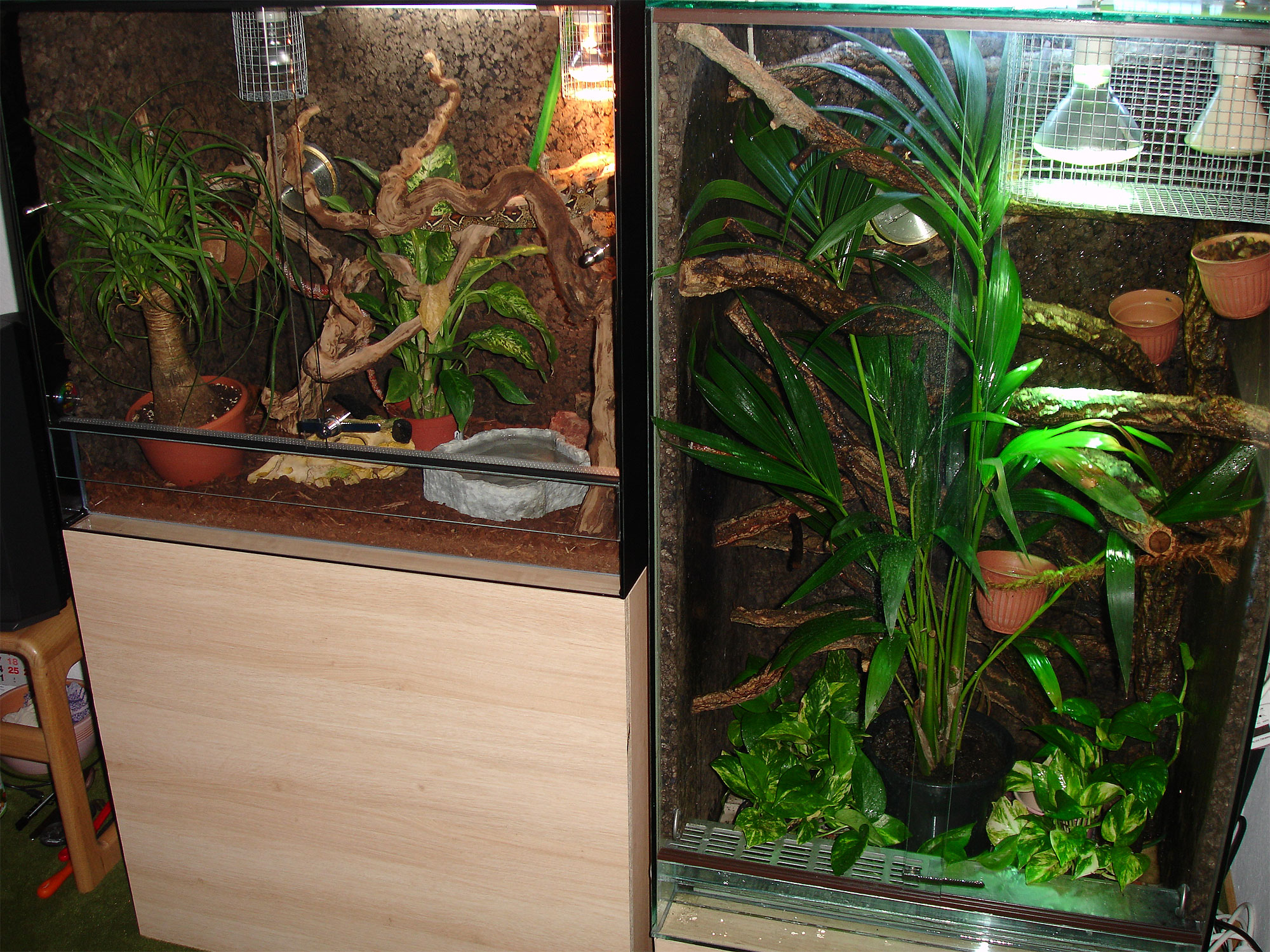
Dos grandes terrarios de cristal con plantas

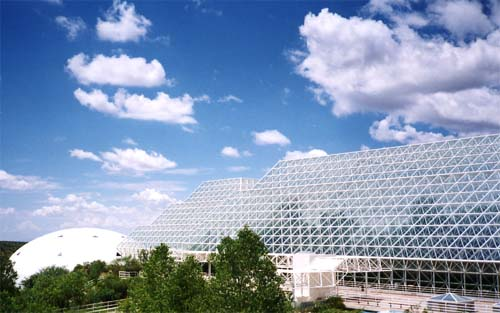
Biosfera 2 en Oracle, Arizona

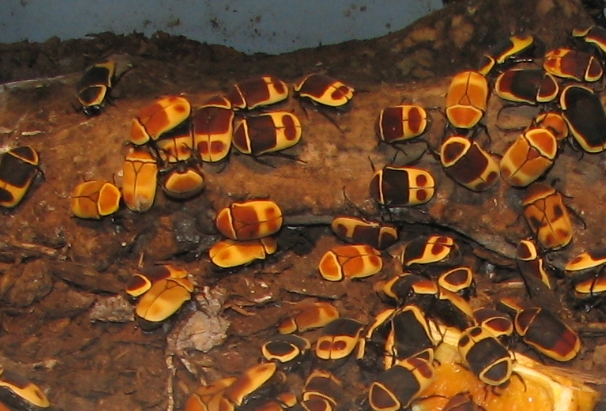
Pachnoda marginata en un insectario

Un vivario  o vivarium (del latín, "lugar de vida"; plural: vivaria o vivariums) es un área, generalmente cerrada, para guardar y criar animales o plantas para observación o investigación. Frecuentemente, se simula en una pequeña escala una porción del ecosistema  de una particular especie, con  controles para condiciones ambientales.

## Flora y fauna
Hay varias forma de vivarium, incluyendo:
- Aquarium, que simula un hábitat acuático.
- Insectarium, que contiene insectos y arácnidos.
  - Formicarium, con especies de hormigas.
- Paludarium.
- Penguinarium, que contiene pingüinos.
- Terrarium, simulando un hábitat seco, por ejemplo un desierto o una sabana.

## Bioterio
El bioterio es el lugar físico donde se crían, mantienen y utilizan animales de laboratorio. Este lugar debe brindar un adecuado macroambiente y microambiente, acorde a la especie animal que se esté alojando. Un perro no tendrá las mismas necesidades que un ratón, ni que un loro, por lo tanto los bioterios deberán adaptarse a los requerimientos y necesidades de la especie alojada.
Un bioterio es un lugar compuesto generalmente de múltiples jaulas, donde se ingresa a un animal para su estudio, previo etiquetado y fichado. Suelen existir bioterios en las facultades de ciencias para estudio y observación de los animales.
El bioterio es el lugar donde se alojan animales que cuentan con una calidad genética y microbiológica definida. Dichos animales son reactivos biológicos generalmente utilizados en investigación o para producción. El bioterio debe contar con un ambiente estandarizado, lo que significa que se controla la calidad y cantidad de luz, las renovaciones de aire por hora, la temperatura y la humedad entre otros factores, y estos serán acordes a las necesidades de la especie que allí se aloje.
El personal involucrado en el mantenimiento y manejo de los animales deberá ser personal entrenado y calificado, para poder conocer las necesidades específicas de la especie con la que se va a trabajar. El agua, el alimento, el lecho, las jaulas y todo el material que entre en contacto con los animales reciben un tratamiento especial, sobre todo si se trata de animales inmunodeficientes. Generalmente el personal que trabaja con animales se ducha con agua o con aire estéril antes de ingresar al área donde estos se encuentran colocándose vestimenta estéril, también deben protegerse las manos (guantes), el pelo (gorro), la nariz y la boca (mascarilla). El personal que desempeñe tareas dentro del bioterio debe manejarse según estándares internacionales en el cuidado y uso de animales de laboratorio.
Instalaciones que cuentan con personal capacitado y equipo para producir, alojar o utilizar en óptimas condiciones a los animales de laboratorio, considerando las necesidades de bienestar del animal, las requeridas para el fin al que se le destina y de bioseguridad.
- Macroambiente: El macroambiente es el espacio inmediato al microambiente.[1] Será todo el entorno por fuera del alojamiento, es decir la sala y sus condiciones en general. Cualquier alteración en el macroambiente produce alteraciones en el animal con la consecuencia de cambios en su respuesta y por lo tanto posibles alteraciones en los resultados obtenidos entre o dentro de los laboratorios de experimentación. Son parte del macroambiente la luz, intensidad y tipo , temperatura, humedad relativa, aire y ventilación, ruido y olor.
- Microambiente: Se considera microambiente como el entorno físico inmediato que rodea a animal de laboratorio en su confinamiento.[1] La jaula o caja de contención da los límites de este ambiente. Este entorno debe contribuir a la salud física de los animales contemplando se cumplan las cinco libertades, contribuyendo al bienestar de los animales.  El micoambiente considera la caja o jaula, lecho o cama, agua de bebida, alimento